# Änew
Änew este un oraș din Turkmenistan. Änew este capitala provinciei Ahal. 

## Numele
Numele orașului este scris uneori Annau, Anau sau Änev. Numele Anau este provenit din persană: ab-i nau (scris: آب نو), cu înțelesul de "Apă Nouă".

## Situare
Orașul Änew este situat la 8 kilometri sud-est de capitala Așgabat, în apropiere de frontiera cu Iranul.

## Populația
În anul 2007, populația orașului Änew era estimată la 28.200 de locuitori.

## Istorie
Săpături arheologice au scos la iveală urme ale locuirii, în apropierea orașului Änew, datând din mileniul al III-lea înainte de Hristos.